# Гауерсхајм
Гауерсхајм (њем. Gauersheim) општина је у њемачкој савезној држави Рајна-Палатинат. Једно је од 81 општинског средишта округа Донерсберг. Према процјени из 2010. у општини је живјело 620 становника. Посједује регионалну шифру (AGS) 7333022.

## Географски и демографски подаци
Гауерсхајм се налази у савезној држави Рајна-Палатинат у округу Донерсберг. Општина се налази на надморској висини од 205 метара. Површина општине износи 5,2 km². У самом мјесту је, према процјени из 2010. године, живјело 620 становника. Просјечна густина становништва износи 118 становника/km².